# BDZ (album)
BDZ – pierwszy japoński album studyjny południowokoreańskiej grupy Twice, wydany 12 września 2018 roku przez wytwórnię Warner Music Japan.
Album ukazał się w czterech edycjach: regularnej (CD), dwóch limitowwanych (A i B) oraz limitowanej „Once Japan”. Osiągnął 1 pozycję w rankingu Oricon i pozostał na liście przez 38 tygodni. 26 grudnia 2018 roku album ukazał się ponownie pod tytułem BDZ -Repackage-, zawierał dodatkowo jeden nowy utwór. Sprzedał się łącznie w nakładzie 334 452 egzemplarzy w Japonii (stan na 04.02.2018) i zdobył status platynowej płyty.

## Lista utworów

### BDZ
| CD  | CD                | CD                                                                              | CD                                                                              | CD                                     | CD      |
| Nr  | Tytuł utworu      | Tekst                                                                           | Kompozycja                                                                      | Aranżacja                              | Długość |
| --- | ----------------- | ------------------------------------------------------------------------------- | ------------------------------------------------------------------------------- | -------------------------------------- | ------- |
| 1.  | „BDZ”             | J.Y. Park "The Asiansoul", Shōko Fujibayashi, Yu Shimoji                        | J.Y. Park "The Asiansoul"                                                       | J.Y. Park "The Asiansoul", Hae Sol Lee | 3:17    |
| 2.  | „One More Time”   | Natsumi Watanabe, Yhanael                                                       | Na.Zu.Na, Yu-ki Kokubo, Yhanael                                                 | Na.Zu.Na                               | 3:05    |
| 3.  | „Candy Pop”       | Min Lee "collapsedone", Mayu Wakisaka                                           | Min Lee "collapsedone", Mayu Wakisaka                                           | Min Lee "collapsedone"                 | 3:22    |
| 4.  | „L.O.V.E”         | Na.Zu.Na, Yu-ki Kokubo, Yhanael                                                 | Na.Zu.Na, Yu-ki Kokubo, Yhanael                                                 | Na.Zu.Na                               | 3:23    |
| 5.  | „Wishing”         | Eri Osanai                                                                      | Albi Albertsson, Kanata Okajima                                                 | Mussashi                               | 4:32    |
| 6.  | „Say it again”    | Min Lee "collapsedone", Mayu Wakisaka                                           | Min Lee "collapsedone", Mayu Wakisaka                                           | Min Lee "collapsedone"                 | 3:23    |
| 7.  | „Wake Me Up”      | Natsumi Watanabe                                                                | Atsushi Shimada, Louise Frick Sveen, Albin Nordqvist                            | Atsushi Shimada                        | 3:33    |
| 8.  | „BRAND NEW GIRL”  | Na.Zu.Na, Yu-ki Kokubo                                                          | Na.Zu.Na, Michael Yano (M.I), Yu-ki Kokubo                                      | Na.Zu.Na                               | 3:34    |
| 9.  | „Be as ONE”       | Risa Horie                                                                      | Kim Seung-soo, Choi Hyun-jun                                                    | Kim Seung-soo, Choi Hyun-jun           | 3:51    |
| 10. | „I WANT YOU BACK” | The Corporation – (Berry Gordy, Freddie Perren, Alphonso Mizell, Deke Richards) | The Corporation – (Berry Gordy, Freddie Perren, Alphonso Mizell, Deke Richards) | Yūichi Ōno                             | 3:24    |

| DVD (wer. A) | DVD (wer. A)                                   | DVD (wer. A) |
| Nr           | Tytuł utworu                                   | Długość      |
| ------------ | ---------------------------------------------- | ------------ |
| 1.           | „SHOWCASE LIVE TOUR 2018 “Candy Pop” @NHK Hal” |              |

| DVD (wer. B) | DVD (wer. B)                                                  | DVD (wer. B) |
| Nr           | Tytuł utworu                                                  | Długość      |
| ------------ | ------------------------------------------------------------- | ------------ |
| 1.           | „BDZ” (Music Video)                                           |              |
| 2.           | „BDZ” (Music Video Making Movie)                              |              |
| 3.           | „I WANT YOU BACK” (Music Video ver.)                          |              |
| 4.           | „I WANT YOU BACK” (Music Video Making Movie)                  |              |
| 5.           | „I WANT YOU BACK” (Music Video 『SENSEI KUNSHU × TWICE』ver.) |              |

### BDZ -Repackage-
| CD  | CD                | CD                                                                              | CD                                                                              | CD                                     | CD      |
| Nr  | Tytuł utworu      | Tekst                                                                           | Kompozycja                                                                      | Aranżacja                              | Długość |
| --- | ----------------- | ------------------------------------------------------------------------------- | ------------------------------------------------------------------------------- | -------------------------------------- | ------- |
| 1.  | „STAY BY MY SIDE” | Fredrik "Figge" Boström, Lauren Kaori, Malin Johansson                          | Atsushi Shimada, Fredrik "Figge" Boström, Malin Johansson                       | Atsushi Shimada                        | 3:57    |
| 2.  | „BDZ”             | J.Y. Park "The Asiansoul", Shōko Fujibayashi, Yu Shimoji                        | J.Y. Park "The Asiansoul"                                                       | J.Y. Park "The Asiansoul", Hae Sol Lee | 3:17    |
| 3.  | „One More Time”   | Natsumi Watanabe, Yhanael                                                       | Na.Zu.Na, Yu-ki Kokubo, Yhanael                                                 | Na.Zu.Na                               | 3:05    |
| 4.  | „Candy Pop”       | Min Lee "collapsedone", Mayu Wakisaka                                           | Min Lee "collapsedone", Mayu Wakisaka                                           | Min Lee "collapsedone"                 | 3:22    |
| 5.  | „L.O.V.E”         | Na.Zu.Na, Yu-ki Kokubo, Yhanael                                                 | Na.Zu.Na, Yu-ki Kokubo, Yhanael                                                 | Na.Zu.Na                               | 3:23    |
| 6.  | „Wishing”         | Eri Osanai                                                                      | Albi Albertsson, Kanata Okajima                                                 | Mussashi                               | 4:32    |
| 7.  | „Say it again”    | Min Lee "collapsedone", Mayu Wakisaka                                           | Min Lee "collapsedone", Mayu Wakisaka                                           | Min Lee "collapsedone"                 | 3:23    |
| 8.  | „Wake Me Up”      | Natsumi Watanabe                                                                | Atsushi Shimada, Louise Frick Sveen, Albin Nordqvist                            | Atsushi Shimada                        | 3:33    |
| 9.  | „BRAND NEW GIRL”  | Na.Zu.Na, Yu-ki Kokubo                                                          | Na.Zu.Na, Michael Yano (M.I), Yu-ki Kokubo                                      | Na.Zu.Na                               | 3:34    |
| 10. | „Be as ONE”       | Risa Horie                                                                      | Kim Seung-soo, Choi Hyun-jun                                                    | Kim Seung-soo, Choi Hyun-jun           | 3:51    |
| 11. | „I WANT YOU BACK” | The Corporation – (Berry Gordy, Freddie Perren, Alphonso Mizell, Deke Richards) | The Corporation – (Berry Gordy, Freddie Perren, Alphonso Mizell, Deke Richards) | Yūichi Ōno                             | 3:24    |

| DVD | DVD                                                         | DVD     |
| Nr  | Tytuł utworu                                                | Długość |
| --- | ----------------------------------------------------------- | ------- |
| 1.  | „STAY BY MY SIDE” (Making Music Video)                      |         |
| 2.  | „Jacket Shooting Making Movie”                              |         |
| 3.  | „Making Movie of TWICE SHOWCASE LIVE TOUR 2018 “Candy Pop”” |         |

## Notowania
| Lista                      | Pozycja |
| -------------------------- | ------- |
| Oricon Weekly Albums Chart | 1       |
| Billboard Japan Hot Albums | 1       |